# Episodi di Cosby (prima stagione)
La prima stagione della serie televisiva Cosby (serie televisiva) è stata trasmessa in anteprima negli Stati Uniti d'America dalla CBS tra il 16 settembre 1996 e il 19 maggio 1997.
| nº | Titolo originale                          | Titolo italiano          | Prima TV USA      | Prima TV Italia |
| -- | ----------------------------------------- | ------------------------ | ----------------- | --------------- |
| 1  | Pilot                                     | Una presenza ingombrante | 16 settembre 1996 | 14 giugno 1999  |
| 2  | It's My Party                             | La festa mancata         | 23 settembre 1996 | 15 giugno 1999  |
| 3  | Neighborhood Watch                        | Caino e Abele            | 30 settembre 1996 | 16 giugno 1999  |
| 4  | Happily Ever Hilton                       | La sorveglianza          | 7 ottobre 1996    | 17 giugno 1999  |
| 5  | The Best Little Antique Shop in Astoria   | Il colloquio             | 14 ottobre 1996   | 18 giugno 1999  |
| 6  | One Foot in Your Mouth                    |                          | 21 ottobre 1996   |                 |
| 7  | Natural Born Debtors                      | Piaceri d'epoca          | 28 ottobre 1996   | 22 giugno 1999  |
| 8  | The Two Mr. Lucases                       |                          | 4 novembre 1996   |                 |
| 9  | No Nudes Is Good Nudes                    |                          | 11 novembre 1996  |                 |
| 10 | Basketball Story                          |                          | 18 novembre 1996  |                 |
| 11 | Guard Almighty                            |                          | 25 novembre 1996  |                 |
| 12 | The Broken Reflection                     |                          | 2 dicembre 1996   |                 |
| 13 | Tempus Lucas                              |                          | 16 dicembre 1996  |                 |
| 14 | Guess Whose President Is Coming to Dinner |                          | 6 gennaio 1997    |                 |
| 15 | Brave New Hilton                          |                          | 13 gennaio 1997   |                 |
| 16 | Lucas Platonicus                          |                          | 3 febbraio 1997   |                 |
| 17 | Valentine's Day                           |                          | 10 febbraio 1997  |                 |
| 18 | Florida                                   |                          | 17 febbraio 1997  |                 |
| 19 | Anniversary Waltz                         |                          | 24 febbraio 1997  |                 |
| 20 | That Darn Cat                             |                          | 3 marzo 1997      |                 |
| 21 | I'm OK, You're Hilton                     |                          | 10 marzo 1997     |                 |
| 22 | The Return of the Charlites               |                          | 28 aprile 1997    |                 |
| 23 | My Dinner with Methuseleh                 |                          | 5 maggio 1997     |                 |
| 24 | Hilton's Playland                         |                          | 12 maggio 1997    |                 |
| 25 | Social Insecurity                         |                          | 19 maggio 1997    |                 |